# Fumino Kimura
Fumino Kimura, född 19 oktober 1987 i Tokyo, är en japansk skådespelare.
Kimura har bland annat medverkat i filmen City Hunter. Hon har även medverkat i TV-serien Ashita, Mama ga Inai.

## Filmografi (i urval)
- 2014 – Ashita, Mama ga Inai (TV-serie)
- 2024 – City Hunter